# Эффект Пойкерта
Эффект Пойкерта (Закон Пойкерта) — неспособность отдать полную ёмкость при больших токах разряда; представлен Вильгельмом Пойкертом в 1897 году, приблизительно отражает изменение емкости перезаряжаемых свинцово-кислотных батарей при разных скоростях разряда. По мере увеличения скорости разряда доступная емкость батареи уменьшается, примерно в соответствии с законом Пойкерта.
Вильгельм Пойкерт (16 мая 1855 — 15 апреля 1932) — инженер из Богемии.

## Описание
Особенностью аккумуляторов является уменьшение времени разряда с повышением разрядных токов. Зависимость времени разряда от тока разряда близка к степенной. Распространена, в частности, формула {\displaystyle C_{p}=I^{k}t,}. Здесь {\displaystyle C_{p}} — ёмкость аккумулятора, а {\displaystyle k} — число Пейкерта — показатель степени, постоянный для данного аккумулятора или типа аккумуляторов. Для свинцовых кислотных аккумуляторов число Пейкерта обычно изменяется от 1,15 до 1,35. Величину константы в левой части уравнения можно определить по номинальной ёмкости аккумулятора. Тогда, после нескольких преобразований, получается формула для реальной ёмкости аккумулятора {\displaystyle E} при произвольном токе разряда {\displaystyle I}:
{\displaystyle E=E_{n}\left({\frac {I_{n}}{I}}\right)^{p-1}}.
Здесь {\displaystyle E_{n}} — номинальная ёмкость аккумулятора, а {\displaystyle I_{n}} — номинальный ток разряда, при котором задана номинальная ёмкость (обычно ток 20-часового или 10-часового цикла разряда).